# ويليام أ. كريستيان
ويليام أ. كريستيان (بالإنجليزية: William A. Christian)‏ هو مؤرخ أمريكي، ولد في 11 يناير 1944 في نورثهامبتون في الولايات المتحدة.